# 7421 Kusaka
7421 Kusaka è un asteroide della fascia principale. Scoperto nel 1992, presenta un'orbita caratterizzata da un semiasse maggiore pari a 2,6081539 UA e da un'eccentricità di 0,2014629, inclinata di 16,82777° rispetto all'eclittica.